# Chrysolina rhodia
Chrysolina rhodia é uma espécie de artrópode pertencente à família Chrysomelidae.